# Chuyến Đi Sai Lầm (phim)
Chuyến Đi Sai Lầm (nguyên gốc tiếng Anh: The Guilt Trip) là một bộ phim hài hành trình của Mỹ phát hành năm 2012 do Anne Fletcher đạo diễn, kịch bản do Dan Fogelman viết, với sự tham gia của Barbra Streisand và Seth Rogen. Streisand và Rogen đồng thời cũng đóng vai trò sản xuất điều hành bộ phim. Bộ phim được phát hành vào ngày 19 tháng 12 năm 2012, nhận được nhiều đánh giá trái chiều từ các nhà phê bình, và thu về 41 triệu đô la so với kinh phí sản xuất là 40 triệu đô la.

## Cốt truyện
Andy Brewster (Seth Rogen thủ vai) là một thạc sĩ tốt nghiệp trường Đại học California tại Los Angeles (UCLA) ngành hóa học hữu cơ và đồng thời cũng là một nhà phát minh. Anh đang cố gắng đưa sản phẩm nước tẩy rửa thân thiện với môi trường của mình, ScieoClean, bán trong một cửa hàng lớn. Tuy nhiên, mỗi cửa hàng bán lẻ mà anh ấy ghé thăm đều từ chối Andy trước khi anh ấy có thể kết thúc bài thuyết trình sản phẩm của mình. Sau màn chào hàng với kết thúc không mấy tốt đẹp với K-Mart, anh đến thăm mẹ của mình, bà Joyce Brewster (Barbra Streisand thủ vai), ở bang New Jersey trước khi khởi hành chuyến đi xuyên bang đến Las Vegas. Khi gặp mẹ, anh nói dối với bà rằng buổi chào hàng của anh đã kết thúc tốt đẹp để bà không phải lo lắng. Trong lúc ở nhà với mẹ, Andy được mẹ cho biết bà đặt tên anh theo tên của một người đàn ông tên Andrew Margolis mà bà đã yêu khi còn ở Florida. Lúc đó bà đã mong rằng Andrew Margolis sẽ phản đối cuộc hôn nhân của bà với cha của Andy. Với một chút thăm dò trên mạng, cuối cùng Andy đã tìm ra người đàn ông tên Andrew Margolis, biết được ông ta hiện vẫn còn sống ở San Francisco và vẫn chưa kết hôn. Không tiết lộ cho mẹ mình biết về việc tìm được người xưa của bà, Andy đã rủ bà đi cùng với anh trong chuyến đi xuyên bang của mình, vừa kết hợp với đi chào hàng với các khách hàng tiềm năng, vừa đưa bà đi thăm lại người xưa; tuy nhiên, anh chỉ nói với bà rằng anh muốn hai mẹ con có thời gian riêng vui vẻ bên nhau.
Chuyến đi nhanh chóng trở nên phiền toái cho Andy khi mẹ anh liên tục can thiệp vào cuộc sống của anh. Sau khi xe của họ bị hỏng ở Tennessee, bà Joyce gọi cho bạn gái cũ của Andy là Jessica (Yvonne Strahovski), người mà Joyce luôn thúc giục Andy nên quay lại với nhau, để đón họ. Jessica lúc này đã kết hôn và đang mang thai, đã cùng chồng đến đón cả Andy và Joyce về nhà cô. Trong lúc trò chuyện, Jessica tiết lộ rằng Andy đã cầu hôn cô trước khi vào đại học và cô đã từ chối anh, khiến Joyce bị sốc vì bà luôn cho rằng Andy có vấn đề trong việc cầu hôn với các cô gái. Bị gợi lại kỷ niệm không vui, Andy sau đó buồn bã trong chuyến hành trình và bà Joyce xin lỗi con trai vì đã gọi cho Jessica, Andy miễn cưỡng chấp nhận lời xin lỗi của mẹ. Tại Texas, Andy có một buổi thuyết trình sản phẩm với quản lý điều hành của Costco, Ryan McFeer (Brandon Keener). Tuy nhiên, bà Joyce ngồi với Andy trong suốt cuộc họp và cùng với Ryan, bà liên tục chỉ ra những điều mà theo bà là bất ổn trong thiết kế đóng chai sản phẩm và cả tên của sản phẩm khiến Andy phát điên và lớn tiếng với khách hàng. Đêm hôm đó, hai mẹ con dừng chân tại một nhà trọ, Andy bắt đầu uống rượu và bà Joyce cố gắng làm lành với con trai nhưng Andy cáu kỉnh với bà, khiến bà Joyce buồn bực và bà đến một quán rượu gần đó. Một lúc sau, Andy đi tìm mẹ và bắt gặp bà trong quán rượu, lúc này đang có chút say xỉn. Andy cố đưa mẹ đi về lại phòng trò nhưng vướng phải một trận ẩu đả với người bảo vệ của quán vì ông ta ngăn không cho Andy dẫn mẹ mình về, khiến Andy bị bầm một bên mặt.
Ngày hôm sau, tại một nhà hàng bít tết, hai mẹ con nói chuyện và xin lỗi nhau. Andy tiết lộ với mẹ rằng anh ta đang gặp khó khăn trong việc bán sản phẩm tẩy rửa ScieoClean của mình. Bà Joyce bước vào một thử thách ăn một miếng thịt bò bít tết lớn, và được chú ý bởi một doanh nhân cao bồi tên Ben Graw (Brett Cullen). Ông đã cho bà những mẹo nhỏ về cách ăn miếng thịt lớn sao cho dễ dàng hơn để giúp cô hoàn thành thử thách. Sau đó, ông cho bà Joyce biết ông có làm ăn khá nhiều ở New Jersey và mời bà đi ăn tối. Bà Joyce, chưa bao giờ có ý định có bạn hay tái giá từ lúc cha của Andy mất khi Andy mới tám tuổi, đã ngần ngại trước lời đề nghị của ông Ben nên ông đã để lại số điện thoại và bảo bà có thể gọi ông bất cứ lúc nào nếu bà suy nghĩ lại.
Trong chuyến hành trình sau đó, Andy và mẹ mình cảm thấy thoải mái hơn và họ trân trọng những phút giây ở cùng nhau. Họ đi qua nhiều nơi khác, trong đó có Grand Canyon, nơi bà Joyce luôn ước ao được đến một lần trong đời.
Tại Las Vegas, bà Joyce đã có một khoảng thời gian vui vẻ. Bà yêu thích Las Vegas đến mức bà khuyên Andy có thể đi một mình đến San Francisco để thuyết trình sản phẩm và để lại bà một mình ở lại tận hưởng thời gian ở đây. Lúc này, Andy mới tiết lộ rằng không có hẹn thuyết trình sản phẩm nào ở San Francisco cả. Anh chỉ rủ bà theo anh để đưa bà đến gặp người yêu cũ của bà, ông Andrew Margolis. Bà Joyce nghe xong thì rất buồn vì bà luôn nghĩ rằng con mình rủ mình theo để hai mẹ có thời gian vui vẻ với nhau. Ngày hôm sau, Andy có buổi hẹn thuyết trình bán hàng với kênh bán hàng Home Shopping Network, nhưng anh nhanh chóng nhận ra rằng bài thuyết trình đầy các thông tin và kiến thức hóa học khô khan của mình đã khiến cho các quan chức cấp cao của kênh thấy chán và không quan tâm đến anh và sản phẩm. Lúc này Andy thấy mẹ mình đang đứng xem anh sau ê-kíp quay phim, nên anh nhớ lại lời mẹ mình nói trong chuyến hành trình và trước mặt các quan chức của kênh, anh mở nắp chai nước tẩy rửa và uống nó để chứng minh nước tẩy rửa mà anh phát minh rất thân thiện với môi trường và an toàn với trẻ em. Giám đốc điều hành của kênh rất ấn tượng với Andy nên sau buổi ghi hình đã tiếp cận anh và bày tỏ sự thích thú với đề nghị sẽ bán sản phẩm ScieoClean trên kênh truyền hình ăn khách của hãng. Andy rất phấn khích và sau đó anh cùng mẹ quyết định vẫn sẽ đi đến thăm nhà ông Andrew Margolis ở San Francisco.
Tuy nhiên, khi họ đến nơi thì Andy mới biết rằng người tên Andrew Margolis mà Andy tìm thấy trên mạng thực ra là Andrew Margolis Jr. (Adam Scott), con trai của ông Andrew (hai cha con cùng tên). Andrew Jr. thông báo cho cả hai biết rằng cha anh đã mất cách đây 5 năm. Sau khi nhìn thấy sự đau buồn của Joyce, Andrew Jr. mời họ vào trong nhà, và được biết rằng cha mình và bà Joyce trước đây rất thân thiết và từng là người yêu của nhau. Bà Joyce hỏi liệu cha của Andrew có bao giờ đề cập đến bà không, nhưng anh nói rằng ông chưa bao giờ nói những điều như thế với các con vì ông chỉ thổ lộ những điều thầm kín với mẹ của Andrew Jr (mẹ của Andrew lúc này không có ở trong nhà). Tuy nhiên, sau đó em gái của Andrew Jr (Ari Graynor thủ vai) bước về nhà và được anh giới thiệu với Andy và bà Joyce. Em gái anh được đặt tên là Joyce theo tên mẹ của Andy. Bà Joyce rất vui mừng vì trước đó bà có nói với Andy là bà có một niềm tin rằng người nào khi thương yêu một ai đó sẽ đặt tên con của họ theo tên của người mà họ nhung nhớ. Chính điều này cũng đã phá vỡ gánh nặng trong lòng bà vì bà cứ nghĩ mình không còn chỗ đứng trong lòng của ông Andrew, khiến bà thấy vui hơn bao giờ hết.
Cuối phim, hai mẹ con chia tay nhau tại sân bay San Francisco; Andy sẽ tiếp tục hành trình đi thuyết trình bán hàng của mình ở những nơi khác, và bà Joyce sẽ trở về New Jersey và bà cuối cùng cũng đã gọi điện để hẹn ông Ben Graw. Hai mẹ con thấy rất vui trong lòng và họ cảm thấy hiểu nhau hơn trước đây.

## Diễn viên
- Barbra Streisand trong vai Joyce Brewster
- Seth Rogen trong vai Andrew "Andy" Brewster
- Brett Cullen trong vai Benjamin Graw
- Adam Scott trong vai Andrew Margolis, Jr.
- Ari Graynor trong vai Joyce Margolis
- Casey Wilson trong vai Amanda
- Colin Hanks trong vai Rob
- Yvonne Strahovski trong vai Jessica
- Jeff Kober trong vai Jimmy
- Miriam Margolyes trong vai Anita
- Kathy Najimy trong vai Gayle
- Dale Dickey trong vai Tammy
- Nora Dunn trong vai Amy
- Brandon Keener trong vai Ryan McFee
- Danny Pudi trong vai Sanjay
- Rick Gonzalez trong vai Mark
- Zabryna Guevara trong vai Thành viên ban giám đốc K-Mart
- Robert Curtis Brown trong vai Thành viên ban giám đốc K-Mart
- Tom Virtue trong vai Người đàn ông trung niên độc thân
- Steve Tom trong vai Thành viên ban giám đốc OSH
- Creed Bratton trong vai Suitor
- Michael Cassidy trong vai Andy "giả"
- Eddie Shin trong vai Chris Chung
- Amanda Walsh trong vai Lisa

## Sản xuất
— Seth Rogen nói về Barbra Streisand.
 Bộ phim dựa trên chuyến đi có thật của nhà biên kịch Fogelman và mẹ anh từ New Jersey đến Las Vegas những năm trước. Bộ phim hoàn thành khâu sản xuất vào cuối mùa xuân hoặc đầu mùa hè (tháng 5 - tháng 7) 2011 với tựa đề My Mother's Curse (tạm dịch: Lời nguyền của mẹ tôi).  Cuối năm 2011, phim được đổi tên thành Chuyến Đi Sai Lầm. Phim được phát hành ngày 19 tháng 12 năm 2012.
Bộ phim đánh dấu vai chính đầu tiên của Streisand kể từ phim The Mirror Has Two Faces năm 1996. Bà xuất hiện với các vai phụ trong Meet the Fockers năm 2004 và Little Fockers năm 2010, cũng như trong một số bộ phim truyền hình.

## Phát hành

### Tại các phòng vé
Chuyến Đi Sai Lầm đã thu về 5,3 triệu USD trong tuần đầu công chiếu, đứng ở vị trí thứ 6. Cuối cùng, nó đã thu về 37,1 triệu đô la ở Mỹ và 4,7 triệu đô la ở những nơi khác, tổng cộng là 41,9 triệu đô la trên toàn thế giới.

### Phản hồi
Trên trang Rotten Tomatoes, phim có đánh giá phê duyệt là 37% dựa trên 126 bài phê bình, với điểm đánh giá trung bình là 5,05/10. Các lời phê bình của trang web đồng thuận tuyên bố: "Seth Rogen và Barbra Streisand có đủ sự kết nối trong mạch cảm xúc để tạo nên một bộ phim hay; thật không may, Chuyến Đi Sai Lầm có một kịch bản khá "chua" và không nhiều mảng miếng hài."  Trên Metacritic, bộ phim có số điểm trung bình có trọng số là 50 trên 100, dựa trên 25 nhà phê bình, cho thấy "các bài đánh giá hỗn hợp hoặc trung bình". Khán giả được khảo sát bởi CinemaScore cho bộ phim điểm "B-" trên thang điểm từ A đến F.
Mary Pols of Time tuyên bố, " Chuyến Đi Sai Lầm đáng xem bởi vì tất cả chúng ta đều biết và thích một người như nhân vật Joyce Brewster (hoặc hàng chục người như vậy)".
Tại lễ trao giải Mâm Xôi Vàng lần thứ 33, Streisand được đề cử cho hạng mục Nữ diễn viên tệ nhất, nhưng Kristen Stewart đã "đạt giải" cho cả hai phim Bạch Tuyết và Gã Thợ Săn (Snow White and the Huntsman) và The Twilight Saga: Hừng Đông - Phần 2.

## Các liên kết ngoài
- Website chính thức
- Chuyến Đi Sai Lầm trên Internet Movie Database
- Chuyến Đi Sai Lầm tại Box Office Mojo
- Chuyến Đi Sai Lầm tại Rotten Tomatoes
- Chuyến Đi Sai Lầm tại Metacritic